# Ngộ độc ethylen glycol
Ngộ độc ethylen glycol là ngộ độc do uống ethylen glycol. Các triệu chứng sớm bao gồm nhiễm độc, nôn mửa và đau bụng. Các triệu chứng sau này có thể bao gồm giảm mức độ ý thức, đau đầu và co giật. Kết quả lâu dài có thể bao gồm suy thận và tổn thương não. Độc tính và tử vong có thể xảy ra sau khi uống dù chỉ một lượng nhỏ.
Ethylen glycol là một chất lỏng không màu, không mùi, ngọt, thường được tìm thấy trong chất chống đông. Ngộ độc có thể xảy ra do vô tình hoặc cố ý tự tử. Khi cơ thể phân giải chất này, nó sẽ bị tách thành acid glycolic và acid oxalic gây ra phần lớn độc tính. Chẩn đoán có thể bị nghi ngờ khi nhìn thấy tinh thể calci oxalat trong nước tiểu hoặc khi nhiễm toan hoặc tăng khoảng cách osmol trong máu. Chẩn đoán có thể được xác nhận bằng cách đo nồng độ ethylen glycol trong máu; tuy nhiên, nhiều bệnh viện không có khả năng thực hiện xét nghiệm này.
Điều trị sớm làm tăng cơ hội có kết quả tốt. Điều trị bao gồm việc cân bằng người bệnh, sau đó là sử dụng thuốc giải độc. [2] Thuốc giải độc được ưu tiên là fomepizole với ethanol được sử dụng nếu không có sẵn. Thẩm tách máu cũng có thể được sử dụng ở những nơi có tổn thương nội tạng hoặc mức độ nhiễm toan cao. Các phương pháp điều trị khác có thể bao gồm natri bicarbonat, thiamine và magnesi.
Hơn 5000 trường hợp ngộ độc chất này xảy ra ở Hoa Kỳ mỗi năm. Những người bị ảnh hưởng thường là người lớn và nam giới. Tử vong do ethylen glycol đã được báo cáo vào đầu năm 1930. Một đợt bùng phát tử vong vào năm 1937 do một loại thuốc trộn trong một hợp chất tương tự, diethylen glycol, dẫn đến Đạo luật Thực phẩm, Dược phẩm và Mỹ phẩm năm 1938 tại Hoa Kỳ bắt buộc phải có bằng chứng về sự an toàn trước khi thuốc mới được bán. Các sản phẩm chống đông đôi khi có một chất làm cho nó thêm đắng để không khuyến khích trẻ em và các động vật khác uống nhưng điều này chưa được chứng minh thực sự có hiệu quả.